# Diecezja La Spezii-Sarzany-Brugnato
Diecezja La Spezii-Sarzany-Brugnato – diecezja Kościoła rzymskokatolickiego we Włoszech, a dokładniej w prowincji La Spezia w Ligurii. Należy do metropolii Genui. Za datę erygowania diecezji uważany jest rok 465, przy czym nosiła ona wówczas nazwę diecezji Luni. W 1465 do nazwy została dopisana Sarzana, w 1820 Brugnato, a w 1929 La Spezia. W 1975 usunięto z niej Luni. W 1986 w nazwie wprowadzono zmiany interpunkcyjne i uzyskała ona swój dzisiejszy zapis.